# 伍鸿熙
伍鸿熙（1940年—），出生于香港，美国华人数学家，几何学家，加州大学伯克利分校教授，与学生Robert Greene合作对复流形的曲率与函数论关系作了深刻研究，得到了许多重要的结果。
1961年毕业于哥伦比亚大学，获学士学位。1963年毕业于麻省理工学院，获博士学位。
他曾多次回中国讲学，在中国内出版了《黎曼几何初步》、《黎曼几何选讲》等脍炙人口的专著。晚年致力于数学教育理论的研究与实践。